# Nils Modin
Nils Modin, född 12 januari 1712 i Västerhiske, Umeå landsförsamling, död 2 oktober 1764 i Stockholm, var en svensk handlare och riksdagsman.
Nils Modin var son till komminister Olaus Modin. Han inskrevs i början av 1720-talet i Umeå skola men begav sig 1727 till Stockholm där han fick anställning som bodgosse hos sidenkramhandlaren Anders Asplund den äldre. År 1741 hade han hunnit bli boddräng och erhöll 1743 själv burskap som kramhandlare i Stockholm. År 1746 gifte han sig med Anders Asplunds dotter, Catharina Sophia Asplund. Modin blev 1749 ledamot av siden- och klädeshandlarsocieteten i Stockholm. Handelsrörelsen var till en början ganska blygsam, men redan i början av 1750-talet hade han expanderat och tillhörde en av de främsta sidenkramhandlarna. Modin köpte 1750 ett stenhus vid Stora Nygatan, där han 1752 flyttade in. Han började även ägna sig åt en omfattande lånerörelse. Från 1754 började han även att ägna sig åt redarverksamhet och ägde vid sin död andelar i 16 fartyg. Han ägde även 1/4 i det Privilegierade fiskekompaniet och var delägare i ett sågverk i Håknäs.
Modin blev 1754 ledamot av Stockholms borgerskaps äldste och var deputerad i kramhandlarsocieteten i Stockholm 1954–1963. Från mitten av 1750-talet var han politiskt aktiv som mössa. Modin var ledamot av borgarståndet vid riksdagen 1755–1756. Han var 1762 taxeringsman för siden-, klädes- och diversehandlare i Stockholm.